# Lista de museus do Acre
Esta é uma lista de museus do estado do Acre, na Região Norte do Brasil, organizados por município e apresentados em ordem alfabética. A história da museologia no Acre é relativamente recente, tendo como marco inicial a criação do Museu da Borracha, em 1978, por ocasião da comemoração do centenário da migração nordestina para o estado. Não obstante, o Acre é hoje a unidade federativa com maior porcentagem de municípios dotados de museus na Região Norte e possui a segunda melhor relação de número de habitantes por museu do país, atrás apenas do Rio Grande do Sul. Segundo dados do Cadastro Nacional do Instituto Brasileiro de Museus (Ibram), o Acre possui hoje 23 instituições museológicas, divididas por seis municípios. A capital do estado, Rio Branco, concentra a maior parte dos museus (catorze, ou 60,9% dos museus acrianos). A lista engloba, além de museus stricto sensu, os acervos públicos, centros científicos, espaços culturais e reservas naturais em conformidade com a definição de museu do Conselho Internacional de Museus (ICOM).

## Municípios

### Cruzeiro do Sul
| Imagem | Instituição                         | Natureza administrativa | Ano de criação | Tipologia do acervo                                                                                   | Outras informações |
| ------ | ----------------------------------- | ----------------------- | -------------- | --- | --- |
|        | Museu de Cruzeiro do Sul            | Público (Estadual)      | 2006           | Antropologia e etnografia; arqueologia; artes visuais; ciências naturais e história natural; história | O museu está instalado em um edifício da década de 1940, que já sediou a prefeitura da cidade e o Teatro José de Alencar. Abriga em seu interior o Memorial José Augusto de Araújo, dedicado ao primeiro governador do Acre eleito por voto popular, cujo mandato foi cassado em 1964, por ocasião do golpe militar. |
|        | Parque Nacional da Serra do Divisor | Público (Federal)       | 1989           | | Localizado na fronteira entre o Brasil e o Peru, possui extensão superior a 800 mil hectares, abrangendo, além de Cruzeiro do Sul, os municípios de Mâncio Lima, Marechal Thaumaturgo, Porto Walter e Rodrigues Alves.                                                                                               |

### Manoel Urbano
| Imagem | Instituição               | Natureza administrativa | Ano de criação | Tipologia do acervo | Outras informações                                                                                                |
| ------ | ------------------------- | ----------------------- | -------------- | ------------------- | --- |
|        | Parque Estadual Chandless | Público (Estadual)      | 2004           |                     | Possui 695.303 hectares, distribuídos entre os municípios de Manuel Urbano, Sena Madureira e Santa Rosa do Purus. |

### Porto Acre
| Imagem | Instituição                | Natureza administrativa | Ano de criação | Tipologia do acervo | Outras informações                                                                                    |
| ------ | -------------------------- | ----------------------- | -------------- | ------------------- | --- |
|        | Sala Memória de Porto Acre | Público (Estadual)      | 1991           | História            | O museu está sediado no edifício da antiga Igreja Nossa Senhora de Nazaré, erguida na década de 1940. |

### Rio Branco
| Imagem | Instituição                                                              | Natureza administrativa                                         | Ano de criação | Tipologia do acervo | Outras informações |
| ------ | ------------------------------------------------------------------------ | --------------------------------------------------------------- | -------------- | --- | --- |
|        | Biblioteca da Floresta                                                   | Público (Estadual)                                              | 2007           | Antropologia e etnografia; arqueologia; artes visuais; história; imagem e som                                                | Abriga exposições permanentes sobre os povos indígenas do Acre, o zoneamento ecológico e econômico e a história de Chico Mendes. O acervo bibliográfico é especializado na história da Amazônia e do Acre. |
|        | Casa de Memória Daniel Pereira de Mattos                                 | Particular (Entidade religiosa)                                 | 1995           | Antropologia e etnografia; arqueologia; artes visuais; história; imagem e som                                                | Sediada em uma réplica da antiga residência de Daniel Pereira de Mattos, fundador do "Centro Espírita e Culto de Oração Casa de Jesus - Fonte de Luz". A instituição conserva um acervo documental com mais de 18.000 itens, além de 3.000 fotografias e negativos, relativos à história do fundador e do culto do Santo Daime. |
|        | Casa dos Povos da Floresta                                               | Público (Estadual)                                              | 2001           | Antropologia e etnografia; arqueologia; artes visuais; história; imagem e som; virtual                                       | O espaço abriga um acervo permanente sobre a história e a cultura dos povos indígenas do Acre, dos povos ribeirinhos e dos seringueiros, bem como sobre as manifestações folclóricas regionais. É equipado com sala de projeção, biblioteca e salas para exposições temporárias. |
|        | Centro Cultural do Tribunal de Justiça do Acre                           | Público (Estadual)                                              | 2008           | Artes visuais; história; imagem e som                                                                                        | Localiza-se no Palácio da Justiça, antiga sede do poder judiciário no estado do Acre, inaugurado em 1957 e tombado como patrimônio do estado em 2002. Abriga em seu interior o Museu Histórico do Poder Judiciário do Estado do Acre. |
|        | Espaço Memória da Justiça Eleitoral                                      | Público (Estadual)                                              | 2011           | História; imagem e som | Localizada na sede do Tribunal Regional Eleitoral do Acre, a instituição conserva um acervo relacionado à evolução do processo eleitoral no estado. |
|        | Laboratório de Pesquisas Paleontológicas da Universidade Federal do Acre | Público (Federal) / Universitário                               | 1983           | Ciências naturais e história natural                                                                                         | O Laboratório de Pesquisas Paleontológicas da Universidade Federal do Acre conserva um dos mais importantes acervos fósseis da Amazônia Ocidental, amealhado através de pesquisas e coletas realizadas a partir da década de 1970. A coleção abrange mais de 5.000 peças. |
|        | Memorial Chico Mendes                                                    | Público (Estadual)                                              | 1996           | História | Localizado no interior do Parque Ambiental Chico Mendes, área verde de 53 hectares em meio à mancha urbana de Rio Branco, o memorial é equipado com objetos e materiais relacionados à história de Chico Mendes e da atividade seringalista. |
|        | Memorial dos Autonomistas                                                | Público (Estadual)                                              | 1999           | Artes visuais; história; imagem e som                                                                                        | Possui acervo especializado na história da Revolução Acriana. Abriga os túmulos do líder do movimento autonomista, José Guiomard dos Santos, e de sua esposa, Lídia Hames. Anexo ao Memorial, encontra-se o Teatro Hélio Melo, com capacidade para 150 pessoas. |
|        | Museu da Borracha "Governador Geraldo Mesquita"                          | Público (Estadual)                                              | 1978           | Antropologia e etnografia; arqueologia; artes visuais; história; imagem e som                                                | É a mais antiga instituição museológica do Acre, e conserva um dos mais relevantes, numerosos e diversificados acervos do estado, particularmente importante no segmento referente à memória da economia seringalista na Região Norte. |
|        | Museu da Luz                                                             | Misto (Empresa federal de economia mista e instituição privada) | 2006           | História; imagem e som | Mantida pela Eletroacre, distribuidora do sistema operado pela Eletrobrás, foi inaugurado por ocasião das comemoração do 39º aniversário da empresa. Está sediado na Usina Fontenele de Castro, onde foram instaladas as primeiras máquinas de geração de energia elétrica para Rio Branco. Atualmente, o museu está fechado para reforma e não há previsão para reabertura.                                                                                          |
|        | Museu do Palácio Rio Branco                                              | Público (Estadual)                                              | 2002           | Antropologia e etnografia; arqueologia; artes visuais; ciências naturais e história natural; história; imagem e som; virtual | Localizado no Palácio Rio Branco, sede do governo do Acre, tombado pelo patrimônio estadual desde 2005. A construção do palácio, projetado pelo arquiteto alemão Alberto Massler, foi iniciada na década de 1920. A inauguração ocorreu em 1930, mas a conclusão das obras só se deu em 1948. O museu apresenta objetos históricos, fotografias e documentos sobre a história do Acre.                                                                                |
|        | Museu Seringal Capitão Ciríaco                                           | Público (Municipal)                                             | 1994           | História; imagem e som | Localizado no interior do Parque Capitão Ciríaco. O local, com 4,6 hectares de área, pertenceu ao capitão Ciríaco Joaquim de Almeida, um dos líderes da Revolução Acriana. É dotado de diversos equipamentos culturais, dedicados à história e à cultura do Acre e ao surgimento da cidade de Rio Branco. Também abriga a sede da Fundação Garibaldi Brasil. |
|        | Museu Universitário da Universidade Federal do Acre                      | Público (Federal) / Universitário                               | 2008           | Artes visuais; ciências naturais e história natural; história; imagem e som                                                  | O museu, em processo de implantação, foi criado para reunir os acervos históricos, artísticos e científicos sob guarda da Universidade Federal do Acre. O acervo base é composto por onze coleções distintas, somando mais de 400 mil itens - incluindo a coleção de documentos raros do Centro de Documentação Histórica da UFAC (CDH), o acervo do Centro de Paleontologia e o Herbário (com mais de 12 mil espécies catalogadas).                                  |
|        | Parque Zoobotânico da Universidade Federal do Acre                       | Público (Federal) / Universitário                               | 1979           | Ciências naturais e história natural                                                                                         | Localizado no campus da UFAC, o Parque Zoobotânico ocupa uma área de 144 hectares, sendo a maior área verde dentro do perímetro urbano da cidade de Rio Branco. Possui a maior coleção botânica do estado, com mais de 30 mil espécies vegetais catalogadas em seu herbário e outras 20 mil aguardando inclusão no catálogo. A fauna é composta, majoritariamente, por pequenos mamíferos, répteis, anfíbios e aves. O parque produz, em média, 30 mil mudas por ano. |
|        | Sala Memória Bacurau                                                     | Particular                                                      | 2006           | Antropologia e etnografia; artes visuais; história; imagem e som                                                             | A instituição conserva documentos, fotografias e objetos relacionados à história do líder comunitário Francisco Augusto Vieira Nunes, o Bacurau, e de sua militância em prol da eliminação da hanseníase e do preconceito contra portadores da patologia. |

### Sena Madureira
| Imagem | Instituição             | Natureza administrativa | Ano de criação | Tipologia do acervo                  | Outras informações |
| ------ | ----------------------- | ----------------------- | -------------- | ------------------------------------ | --- |
|        | Museu de Sena Madureira | Público (Estadual)      | 2004           | Arqueologia; artes visuais; história | O museu está instalado em um edifício erguido em 1947, por iniciativa da Legião Brasileira de Assistência, ao lado do Instituto Santa Juliana, com o objetivo de abrigar órfãos carentes do município. |

### Xapuri
| Imagem | Instituição                    | Natureza administrativa | Ano de criação | Tipologia do acervo                                             | Outras informações |
| ------ | ------------------------------ | ----------------------- | -------------- | --------------------------------------------------------------- | --- |
|        | Casa de Chico Mendes           | Privado (Fundação)      | 1992           | História; imagem e som                                          | Casa histórica onde Chico Mendes residiu durante seus últimos anos de vida, também local de seu assassinato. É o único bem tombado pelo Instituto do Patrimônio Histórico e Artístico Nacional no Acre.                             |
|        | Centro de Memória Chico Mendes | Privado (Fundação)      | 1992           | História; imagem e som                                          | O centro integra um complexo de espaços dedicados à vida de Chico Mendes, do qual fazem parte ainda a casa onde ele viveu e um memorial aos seringueiros, mantidos pelo Instituto Chico Mendes em parceria com o governo do estado. |
|        | Museu Casa Branca              | Público (Municipal)     | 2005           | Artes visuais; história; imagem e som                           | Encontra-se instalado na antiga sede da intendência boliviana, tombada pelo patrimônio municipal desde 1985. |
|        | Museu do Xapury                | Público (Estadual)      | 2005           | Antropologia e etnografia; arqueologia; artes visuais; história | Localiza-se em um edifício erguido em 1927 para abrigar a prefeitura municipal. |

## Museus extintos, incorporados e renomeados
| Imagem | Instituição         | Município  | Funcionamento | Situação do museu | Outras informações |
| ------ | ------------------- | ---------- | ------------- | ----------------- | ------------------ |
|        | Casa do Seringueiro | Rio Branco | ?-2001        | Extinto           | Extinto em 2001.   |
|        | Sala Hélio Melo     | Rio Branco | 1990-?        | Extinto           |                    |

## Museus em implantação
| Imagem | Instituição            | Município  | Natureza administrativa | Data provável de abertura | Outras informações |
| ------ | ---------------------- | ---------- | ----------------------- | ------------------------- | ------------------ |
|        | Museu de Paleontologia | Rio Branco | Público (Municipal)     | Não há                    |                    |